# Малоазийска планинска земя
Малоазийската планинска земя, или Малоазиатска планинска земя, е обширна планинска система в Турция, заемаща големи части от полуостров Мала Азия.
Вътрешната ѝ част е заета от Анадолското плато, което от север е заградено от Понтийските планини, а от юг – от дългата верига на планината Тавър. На изток без резки граници преминава в Арменската планинска земя, а на запад завършва със система от простиращи се по паралела хребети (Коджакатран, Боздаглар, Айдън, Ментеше, Алмали и др.) и падини, отнасящи се основно към водосборния басейн на Егейско море.
физикогеографски термин с който се означава обширната вътрешна територия на Мала Азия, заета от Анадолското плато и обграждащите го от север и юг Понтийски планини и масива Тавър.
В геоложки аспект силно нагънатите планини на Мала Азия са неогенски, от първия период на терциера, като са продължение на балканските такива. Източната част на ландшафта се характеризира с прояви на вулканична активност, а западната – със силно изразена сеизмична активност.
Малоазийската планинска земя заема почти цялата територия на Мала Азия от 506 000 км² (за сравнение площта на Турция е 775 000 км²). Към територията на Малоазийската планинска земя не спадат единствено късите долини по реките, вливащи се в четирите водни басейна около полуострова - средиземноморския, егейския, на Мраморно море, и черноморския. На изток, Малоазийската планинска земя се отделя от Арменската планинска земя.
В исторически план преди проникването на американските земеделски култури в Стария свят единствените подходящи за заселване и обитавани земи в Мала Азия са били тези по крайбрежието, колонизирани от елините. От изток към Анадолското плато са прониквали през Персия номади със стадата си, за да ползват пасбищата около Анадолското плато. Вътрешността на полуострова, заета от Малоазийската планинска земя, не е била подходяща за отглеждане на познатите в Стария свят земеделски култури и е била обитавана предимно от номади-скотовъди, още повече, че тази планинска земя е като цяло безводна. Реките са къси, а във вътрешността се губят под земята в понори. Почти безводни са южните части на планинската земя и голяма част от Анадолското плато.